# Kamień (Bełchatów)
Pour les articles homonymes, voir Kamień.
Kamień (prononciation [ˈkamjɛɲ]) est un village de la gmina de Kleszczów, du powiat de Bełchatów, dans la voïvodie de Łódź, situé dans le centre de la Pologne.
Il se situe à environ 8 kilomètres au nord-ouest de Bełchatów (siège du powiat), 17 kilomètres au sud-ouest de Bełchatów (siège du powiat) et 62 kilomètres au sud de Łódź (capitale de la voïvodie).
Sa population s'élève approximativement à 160 habitants.

## Administration
De 1975 à 1998, le village était attaché administrativement à l'ancienne voïvodie de Piotrków.

Depuis 1999, il fait partie de la nouvelle voïvodie de Łódź.